# 斯库索港
斯库索港（義大利語：Portoscuso），是意大利撒丁大区南撒丁省的一个市镇。总面积39.06平方公里，人口5280人，人口密度135.2人/平方公里（2009年）。ISTAT代码为107016。